# Varada Sethu
Varada Sethu, född 1992, är en brittisk skådespelerska av indiskt ursprung.

## Filmografi (i urval)
- 2022 – Jurassic World Dominion
- 2022 – Andor (TV-serie)
- 2025 – Doctor Who (TV-serie)